# Крушение ICE у Эшеде
Крушение ICE у Эшеде (нем. Eisenbahnunfall von Eschede) — железнодорожная катастрофа, произошедшая в среду 3 июня 1998 года у города Эшеде, район Целле, Нижняя Саксония, Германия, когда на линии Ганновер — Гамбург у идущего со скоростью 200 км/ч электропоезда ICE 1 № 884 лопнул бандаж колеса, в результате чего поезд сошёл с рельсов, врезался в проходящий над дорогой мост и обрушил его на себя. В результате трагедии погиб 101 человек, 88 были ранены. По числу жертв это крупнейшая железнодорожная катастрофа в истории нынешней Германии, начиная с 1939 года (с момента катастрофы под Гентином), а также крупнейшее происшествие в истории высокоскоростных поездов.

## Хронология

### Крушение поезда

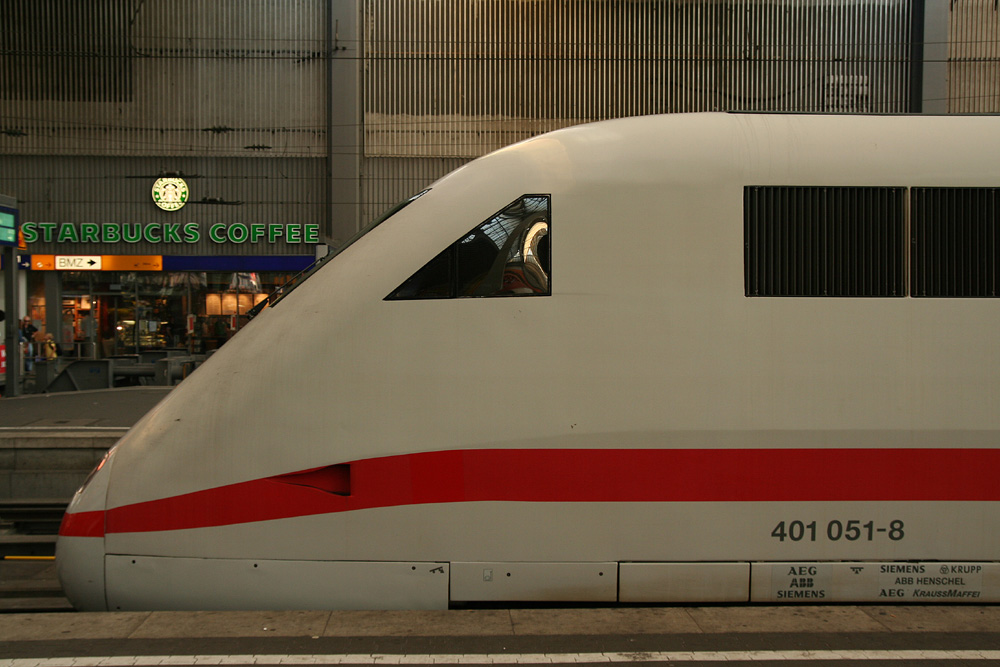
Передний моторный вагон поезда ICE № 884

В среду 3 июня 1998 года высокоскоростной поезд ICE 1 № 884 «Wilhelm Conrad Röntgen» (2 головных моторных и 12 промежуточных прицепных вагонов, 287 пассажиров, поезд 151) на скорости 200 км/ч следовал из Мюнхена в Гамбург. В 10:56 в шести с лишним километрах от Эшеде на 55-м километре магистрали у первого прицепного вагона на 3-й колёсной паре на правом по ходу движения колесе из-за усталостной трещины произошел разрыв бандажа, который слетел с колеса и, распрямившись под действием центробежных сил, пробил пол кузова и застрял между креслами одного из рядов в салоне первого вагона.
Пассажиры услышали грохот и увидели торчащий между сиденьями из пола кусок металла, а один из них даже побежал искать кондуктора, который находился в третьем вагоне. Согласно правилам компании, чтобы задействовать стоп-кран, кондуктор должен был лично убедиться в необходимости его применения. Пока кондуктор шел из третьего вагона в первый, поезд продолжал следовать, не сбавляя скорости, и многие из пассажиров успокоились. Между тем, застрявший кусок обода бандажа начал повреждать элементы рельсового пути (позже был обнаружен ряд повреждений рельсовых скреплений и железобетонных шпал). Поезд проследовал от места повреждения бандажа ещё более 6 километров, пока менее чем через 3 минуты не достиг путевых съездов, в 200 метрах за которыми над железной дорогой проходил железобетонный автомобильный путепровод. Данный съезд состоял из двух стрелочных переводов, первый из которых располагался пошёрстно, а второй — противошёрстно.
Примерно в 10:58 при прохождении пошёрстного стрелочного перевода обломок бандажа подцепил и вырвал контррельс, который проткнул пол и потолок второго тамбура первого вагона. От удара колёса второй тележки вагона сошли с рельсов, но разрыва тормозной магистрали, а, следовательно, и срабатывания тормозов при этом не произошло.
При прохождении второго (противошёрстного) стрелочного перевода одно из колёс сошедшей с рельсов тележки ударило по остряку и перевело стрелку на боковой путь. Второй прицепной вагон успел проскочить стрелку до полного перевода, но вторая тележка третьего прицепного вагона попала уже на боковой путь, в то время как первая ещё продолжала следовать по главному. В результате этого третий вагон вынесло поперёк пути, и менее, чем через секунду, на скорости 198 км/ч он боком врезался в железобетонную опору автомобильного моста, располагавшуюся в двух метрах от бокового пути и, подпираемый массой остальной части состава, снес её. Здесь появились первые жертвы — вагоном были убиты на месте двое путевых рабочих, находившихся в это время около бокового пути. От возникшей в поезде значительной продольной волны произошел разрыв автосцепки, соединяющей передний моторный вагон с прицепными вагонами. Помимо этого разъединилась тормозная магистраль, что привело к экстренному срабатыванию автотормозов. Передний моторный вагон проехал ещё 2 километра вперёд до полной остановки.

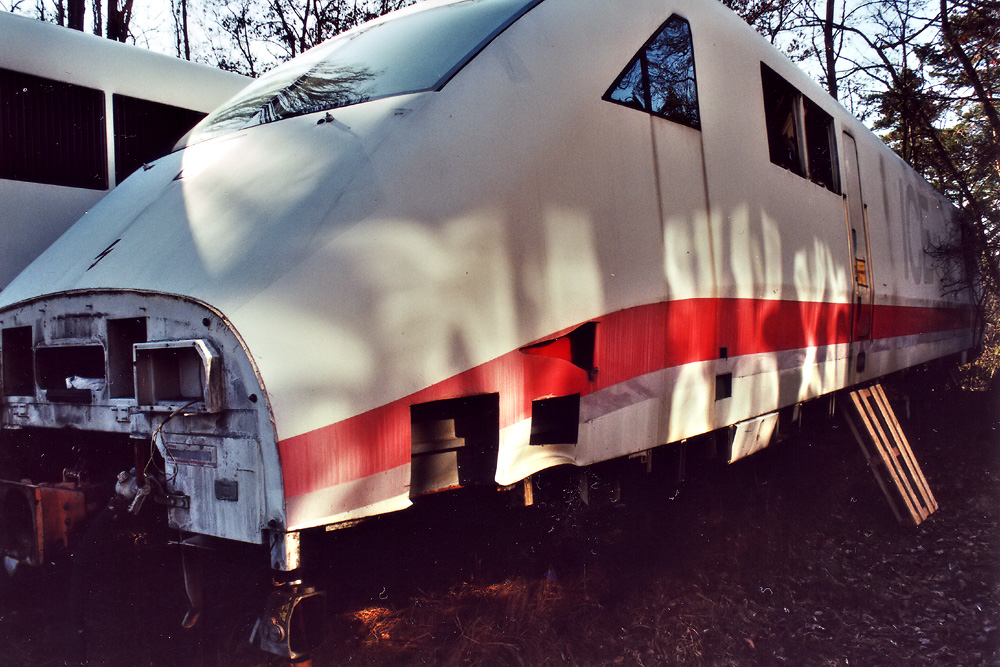
Хвостовой моторный вагон

Между тем первые три прицепных вагона отделились от остального состава и продолжали по инерции катиться частично по путям, частично по щебню ещё несколько сотен метров. По счастливой случайности ни один из пассажиров, ехавших в этих вагонах (в том числе и в третьем), не погиб. Четвёртый вагон успел проскочить под рушащимся мостом, но слетел с откоса и, перевернувшись, врезался в деревья. Обломки моста упали на заднюю половину пятого вагона, однако накопленная кинетическая энергия вырвала этот вагон из-под кусков бетона и протащила по путям ещё несколько десятков метров. Все остальные вагоны начали зигзагообразно складываться друг в друга, причём 6-й (вагон-ресторан), 7-й, 8-й и 9-й вагоны оказались при этом ещё и под обломками 200-тонного моста (вагон-ресторан был полностью раздавлен). 10-й, 11-й и 12-й вагоны также были серьёзно повреждены. Наконец, хвостовой моторный вагон оторвался и остался около этой груды обломков относительно неповреждённым.

### Спасательная операция
Крушение произошло на границе Эшеде, а один из домов и вовсе располагался всего в нескольких десятках метров от моста, поэтому сильный шум был хорошо слышен в городе. Также помощь вызвал и машинист поезда. В результате уже в 11:00 к месту крушения приехали первые полицейские, но они сразу не могли понять, что произошло. Лишь между 11:02 и 11:03 начальник патруля доложил о том, что около Эшеде произошло крушение поезда. В это же время пожарная часть и медпункты города были завалены экстренными звонками от взволнованных грохотом жителей.
В 11:03 к месту крушения стали прибывать первые машины скорой помощи, а также немецкого отделения Красного Креста. В 11:06 врачи начали оказывать первую помощь пострадавшим. Также были вызваны в срочном порядке дополнительные бригады медиков из ряда соседних городов.
В 11:07 к месту крушения прибыли первые пожарные машины, но уже в 11:08 начальник пожарной части доложил, что никаких признаков пожара не наблюдается. В связи с этим пожарные стали использовать имеющееся оборудование для разбора обломков. Помимо этого, ещё до прибытия пожарных на место, о происшествии были оповещены все пожарные части округа, два центра медицинских вертолётов (в Целле и Ганновере), а также вертолётная эскадрилья в Фасберге.
В 11:18 Deutsche Bahn официально подтвердило информацию о снятии напряжения с контактного провода, а в 11:25 движение поездов по магистрали было прекращено, что должно было помочь в разборе завалов и эвакуации раненых. К тому времени бригады спасателей уже обнаружили 40 погибших и столько же раненых. В результате радиообмена, в 11:42 в Целле было объявлено о начале набора бригады добровольцев. В 11:45 создаётся оперативный штаб по оказанию помощи пострадавшим, а в 11:56 был направлен запрос о помощи в пожарное управление Ганновера. Возле места крушения были быстро сооружены палатки, а часть раненых перемещали в расположенную в 270 метрах гимназию. К тому времени число жертв уже возросло до 87 человек. К 12 часам на месте работало уже около полусотни врачей, а в 12:05 вертолёты стали отвозить первых тяжелораненых.

## Мемориал

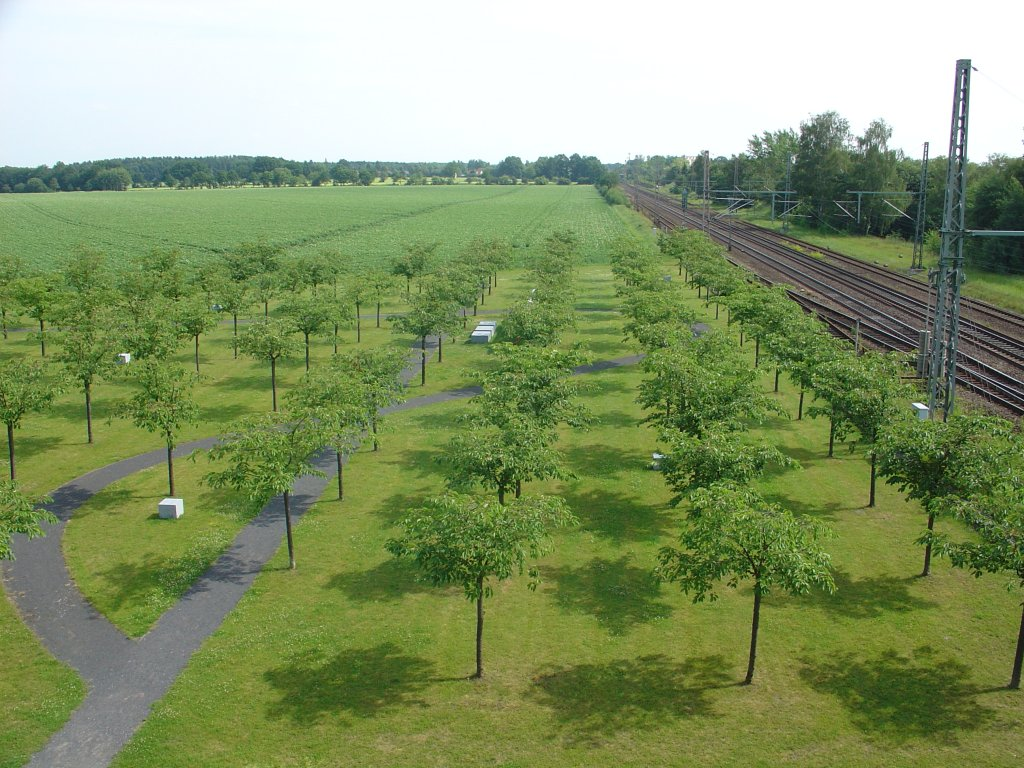
Мемориал погибшим, расположенный рядом с местом катастрофы. Вид сверху.

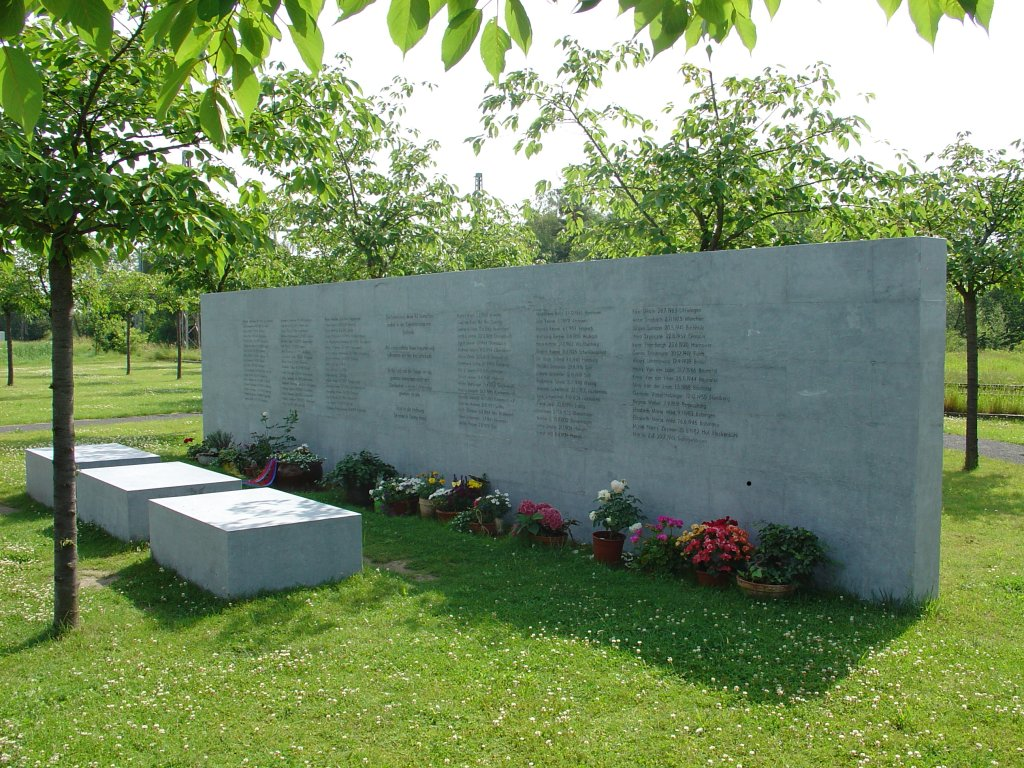
Обелиск с именами погибших

11 июня 2001 года в Эшеде в присутствии родственников погибших, почётных гостей, а также добровольцев, участвовавших в разборе обломков на месте катастрофы, был открыт мемориал в память о погибших. Также вдоль железнодорожного пути было посажено 101 вишнёвое дерево (по одному на погибшего).

## Культурные аспекты
В 2004 году на канале National Geographic крушение было показано в документальном сериале «Секунды до катастрофы» в эпизоде Железнодорожная катастрофа под Эшеде.
В том же году канал Discovery Channel выпустил документальный фильм из цикла «Сценарий катастрофы» под названием Крушение в Эшеде.